# Marie Kettnerová
Marie Kettnerová (* 4. April 1911 in Prag; † 28. Februar 1998 in London) war eine Tischtennisspielerin aus der Tschechoslowakei. Sie wurde sechsfache Weltmeisterin.
Zwischen 1932 und 1950 nahm Kettnerová an 11 Weltmeisterschaften teil, wo sie insgesamt 23 Medaillen holte. Dabei gewann sie 1934 (Sieg im Endspiel über Astrid Krebsbach) und 1935 (vor Magda Gál) den Titel im Einzel sowie 1936 im Doppel (mit Marie Šmídová). 1935, 1936 und 1938 wurde sie mit der Tschechoslowakei Mannschaftsweltmeister. Der Titel 1934 bedeutete die erste Goldmedaille einer Frau aus der Tschechoslowakei.
Silbermedaillen errang sie bei der WM 1935 im Doppel mit Marie Šmídová und im Mixed mit Stanislav Kolář, bei der WM 1937 im Mixed mit Stanislav Kolář, bei der WM 1939 im Mixed mit Václav Tereba sowie mit dem Team bei der WM 1939. Mit der deutschen Annemarie Schulz kam sie bei der WM 1938 bis ins Halbfinale.
Kettnerová zeichnete sich durch ein Offensivspiel mit sehr hart geschlagenen Vorhandbällen aus. Sie wurde 1993 in die ITTF Hall of Fame aufgenommen.

## Turnierergebnisse
| Verband | Veranstaltung     | Jahr | Ort      | Land | Einzel     | Doppel        | Mixed         | Team |
| ------- | ----------------- | ---- | -------- | ---- | ---------- | ------------- | ------------- | ---- |
| TCH     | Weltmeisterschaft | 1950 | Budapest | HUN  | letzte 16  | Viertelfinale | letzte 32     | 3    |
| TCH     | Weltmeisterschaft | 1948 | Wembley  | ENG  | letzte 32  | Viertelfinale | letzte 32     | 3    |
| TCH     | Weltmeisterschaft | 1947 | Paris    | FRA  | letzte 16  | Viertelfinale | letzte 32     | 3    |
| TCH     | Weltmeisterschaft | 1939 | Kairo    | EGY  | Halbfinale | Halbfinale    | Silber        | 2    |
| TCH     | Weltmeisterschaft | 1938 | Wembley  | ENG  | letzte 64  | Viertelfinale | Halbfinale    | 1    |
| TCH     | Weltmeisterschaft | 1937 | Baden    | AUT  | Halbfinale | Halbfinale    | Silber        | 3    |
| TCH     | Weltmeisterschaft | 1936 | Prag     | TCH  | Halbfinale | Gold          | Viertelfinale | 1    |
| TCH     | Weltmeisterschaft | 1935 | Wembley  | ENG  | Gold       | Silber        | Silber        | 1    |
| TCH     | Weltmeisterschaft | 1934 | Paris    | FRA  | Gold       | Halbfinale    | Viertelfinale | 3    |
| TCH     | Weltmeisterschaft | 1933 | Baden    | AUT  | letzte 16  | Qual          | letzte 16     |      |
| TCH     | Weltmeisterschaft | 1932 | Prag     | TCH  | letzte 16  | letzte 16     | Viertelfinale |      |